# Edogawa Ranpo
Tarō Hirai (平井 太郎 Hirai Tarō, født 21. oktober 1894, død 28. juli 1965) var en japansk krimiforfatter og anmelder. Kogoro Akechi er navnet på den detektiv han skabte og som oftest var hovedkarakteren for hans noveller.
Tarō Hirai blev født i Mie præfekturet i 1894. Han voksede op i Nagoya og fra 1912, begyndte han at studerede økonomi ved Waseda universitetet. Efter hans graduation i 1916, arbejdede han i en række småjobs heriblandt avisredaktør og sælger af soba nudler.
I 1923 skrev han sin første krimi, Nisen Dôka. Historien blev udgivet under kunstnernavnet Edogawa Rampo. Hirai var en stor beundrer af vestlige krimiforfattere, i særdeleshed Edgar Allan Poe. Hans kunstnernavn ”Edogawa Rampo” (江戸川 乱歩 Edogawa Ranpo) er faktisk den fonetiske gengivelse af Poes navn på japansk. Andre forfattere som inspirerede ham var Maurice Leblanc og Sir Arthur Conan Doyle. Selv om der var blevet skrevet andre krimier i Japan før Rampo, anerkendes denne historie som den første moderne kriminovelle i Japan.
Han grundlagde og bestyrede senere Mystery Writers of Japan (en).
Rampo kunne forstå talt engelsk men ikke tale eller læse det særligt godt. Han og hans oversætter, James B. Harris, samarbejdede i fem år for at producere den første engelske oversættelse af nogle af hans historier.
Hans værker er blevet omsat til film et utal af gange. En fiktiv version af Rampo er hovedkarakteren i The Mystery of Rampo, som er en film fra 1994. 2005 antologifilmen Rampo Jikoku (Rampo Noir), med Tadanobu Asano, adapterer fire af hans short stories.